# Castello di Carlisle
Il castello di Carlisle (in inglese: Carlisle Castle) è un castello medievale inglese che si trova nella città di Carlisle, in Cumbria. Il castello ha oltre novecento anni ed è stato scenario di molti importanti episodi militari della storia inglese. Data la sua vicinanza ai confini fra Inghilterra e Scozia, fu per tutto il medioevo luogo di scontri e di invasioni. Oggi il castello, aperto al pubblico, è amministrato dall'English Heritage. Recentemente il castello ospitava il quartier generale del King's Own Royal Border Regiment, mentre ora ospita quello del Duke of Lancaster's Regiment ed è sede di un museo.

## Storia
Il castello di Carlisle venne costruito a partire dal regno di Guglielmo II d'Inghilterra, figlio di Guglielmo il Conquistatore che invase l'Inghilterra nel 1066. In quel tempo, il Cumberland (il nome originario era Cumbria) era ancora considerato parte del territorio della Scozia. Guglielmo II ordinò la costruzione di una struttura di stile normanno nel modello di un castello motte and bailey sul sito di un antico fortilizio romano, iniziando la posa delle prime pietre nel 1093. La necessità di un castello a Carlisle era dovuta al fatto di dover fronteggiare le invasioni degli scozzesi verso sud. Nel 1122, Enrico I ordinò la ricostruzione di un vero e proprio castello in pietra sul sito e nel contempo fece erigere le mura della città. Le prigioni ancora oggi esistenti al castello si possono datare a questo periodo.

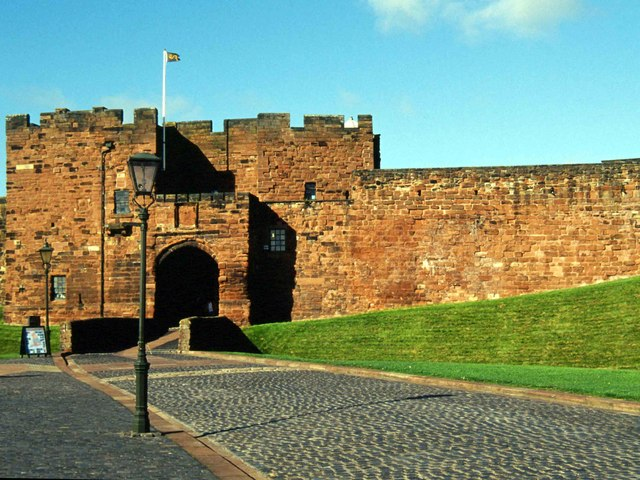
Entrata al castello di Carlisle. (La torre De Ireby)

Le frequenti invasioni dell'una e dell'altra parte portarono il castello nelle mani di diversi proprietari già dall'epoca di re Stefano I d'Inghilterra.
Il 26 marzo 1296, John 'The Red' Comyn, guidò una schiera di scozzesi ad attraversare il Solway per attaccare Carlisle. L'allora governatore del castello, Robert de Brus, VI lord di Annandale, resistette all'attacco forzando gli attaccanti a rivolgersi verso Annandale e quindi verso l'Abbazia di Sweetheart.
Dalla metà del XIII secolo sino all'unificazione tra Inghilterra e Scozia in unione personale nel 1603 con re Giacomo I, il castello di Carlisle fu il quartier generale per la protezione della porzione occidentale del confine anglo-scozzese.
Enrico VIII a suo tempo riuscì a convertire il castello per ospitarvi anche dell'artiglieria grazie all'opera dell'ingegnere militare Stefan von Haschenperg. Per alcuni mesi nel 1567, Maria di Scozia vi rimase imprigionata, nella Warden’s Tower, demolita nel 1835. Successivamente, il castello venne assediato dalle forze parlamentari per otto mesi durante il 1644, nel corso della Guerra civile inglese.
Le più importanti battaglie vissute però dalla città e dal castello di Carlisle furono durante le rivolte giacobite contro Giorgio I e Giorgio II, rispettivamente nel 1715 e nel 1745. Durante questa seconda occasione, le forze del principe Carlo Edoardo Stuart si portarono a raggiungere Derby, assediando e fortificando poi il castello di Carlisle. Ad ogni modo essi vennero sconfitti e ricacciati a nord da Guglielmo Augusto, duca di Cumberland, figlio di Giorgio II. Carlisle venne ripresa ed i giacobiti vennero imprigionati o giustiziati. Questa fu l'ultima battaglia che interessò il castello di Carlisle dal momento che con l'unificazione definitiva dei due regni e la creazione del Regno di Gran Bretagna la difesa di questo confine divenne superflua.
Dopo il 1746, il castello cadde perlopiù in disuso e conobbe solo alcuni lavori di riparazione occasionali come nel caso del ponte levatoio nel 1783.
Alcune parti del castello vennero demolite nel XIX secolo al fine di ricavarne materiali da costruzione, anche se gran parte della struttura è ancora oggi visibile. Sino al 1959 l'esercito inglese vi mantenne il deposito del Border Regiment, quando il reggimento venne unito al King's Own Royal Regiment (Lancaster) per formare il King's Own Royal Border Regiment. La riserva dell'esercito continua ancora oggi ad utilizzare parte del castello: 8 plotoni della compagnia C del 4º battaglione del the Duke of Lancaster's Regiment sono qui di base insieme al Burma Block. Il castello ospita inoltre il The King’s Own Border Regiment Museum.

## Elenco dei governatori del castello
Governatori nominati da:
- Enrico II:
  - Robert de Vaux, barone di Gillesland
- Giovanni:
  - William de Stuteville, barone di Lyddal
- Enrico III:
  - Robert de Vaux
  - Robert de Veteripont
  - William de Dacre
  - Thomas de Multon
  - John Balliol (poi re di Scozia)
  - Robert de Brus, V lord di Annandale (-1255 & 1267-)
  - William III de Forz, IV conte di Albemarle
  - Eustace de Baliol
  - Roger de Leiburne
- Edoardo I:
  - Robert de Hampton
  - Richard de Holebrok
  - John de Swinburn
  - Gilbert de Curwen of Workington
  - William de Boyville
  - Robert de Brus, VI lord di Annandale (1295-))
  - Michael de Harela
  - John de Halton, vescovo di Carlisle
  - Alexander de Bassenthwaite
- Edoardo II:
  - John de Castre
  - Andrew de Harcla, I conte di Carlisle
  - Piers Gaveston, I conte di Cornwall
  - Ralph Fitz William, barone di Greystoke
  - John de Halton, vescovo di Carlisle (2º mandato)
- Edoardo III:
  - Ralph Dacre, I barone Dacre
  - Anthony Lord Lucy di Cockermouth
  - John de Glanton
  - John Kirby, vescovo di Carlisle
  - Sir Hugh de Moresby
  - Thomas, lord Lucy
  - Roland de Vaux
  - Sir Richard de Denton
  - Sir Hugh de Lowther
- Riccardo II:
  - Henry Percy, I conte di Northumberland
  - Ralph Lord Neville de Raby
  - John Lord Moss di Hamlake
  - John Halland, conte di Huntington
  - Sir Lewis Clifford
- Enrico IV;
  - Henry Lord Percy, soprannominato "Hotspur", governatore e "generale delle marce"
- Edoardo IV;
  - Riccardo, duca di Gloucester (poi Riccardo III)
- Riccardo III:
  - Sir Richard Salkeld di Corby
- Enrico VII;
  - Sir Richard Salkeld di Corby
- Enrico VIII;
  - Thomas Lord Warton
  - William, Lord Dacre di Gillesland
- Edoardo VI:
  - William, Lord Dacre di Gillesland
- Maria I:
  - William, Lord Dacre di Gillesland
- Elisabetta I:
  - Henry, Lord Scrope di Bolton
  - William, Lord Dacre di Gillesland
- Carlo I:
  - Sir Nicholas Byron
  - Sir Henry Stradling
  - Sir John Brown
  - Sir William Douglas
  - Sir William Levingston
  - Sir Philip Musgrave, baronetto
  - Jeremiah Tolhurst, scudiero
  - Colonnello Thomas Fitch

Nessun governatore nominato durante il Commonwealth
- Carlo II:
  - dicembre 1660: Sir Philip Musgrave, II baronetto
  - 1678: Charles Howard, I conte di Carlisle
  - 1684/5: Sir Christopher Musgrave, IV baronetto
- Giacomo II:
  - 1687: Sir Francis Howard di Corby
  - dicembre 1688: Sir Christopher Musgrave, IV baronetto
- Guglielmo III:
  - 1689: Sir John Lowther, II baronetto
  - 1690: Jeremiah Bubb
  - marzo 1693: Charles Howard, III conte di Carlisle
- Giorgio II:
  - 1739: Ten. Gen. John Folliot
  - 12 agosto 1749: Gen. Sir Charles Howard[6]
  - 1752: Gen. John Stanwix
- Giorgio III:
  - luglio 1763: Henry Vane, II conte di Darlington
  - 22 settembre 1792: Ten. Gen. Montgomery Agnew[7]
  - 8 settembre 1818: Ten. Gen. Robert Burne
- Giorgio IV:
  - 18 giugno 1825: Mag. Gen. Sir George Adam Wood CB[8]
- Guglielmo IV:
  - 28 aprile 1831: Ten. Gen. Hon. James Ramsay,[9] son of the Earl of Dalhousie
- Vittoria:

L'incarico di governatore del castello di Carlisle venne abolito nel 1838.